# Гран-при Австрии 2017 года
Гран-при Австрии 2017 года (официально Formula 1 Großer Preis von Österreich 2017) — 9-й этап чемпионата мира по автогонкам в классе Формулы-1 сезона 2017 года, проходивший с 7 по 9 июля в Австрии, близ города Шпильберг, на автодроме «Ред Булл Ринг».

## Свободные заезды
| Сессия | №  | Лидер             | Конструктор | Шины | Время    | Погода    | Воздух °C | Трасса °C |
| ------ | -- | ----------------- | ----------- | ---- | -------- | --------- | --------- | --------- |
| 1      | 44 | Льюис Хэмилтон    | Mercedes    | P    | 1:05,975 | Ясно.Сухо | 24 °C     | 36 °C     |
| 2      | 44 | Льюис Хэмилтон    | Mercedes    | P    | 1:05,483 | Ясно.Сухо | 24 °C     | 36 °C     |
| 3      | 5  | Себастьян Феттель | Ferrari     | P    | 1:05,092 | Ясно.Сухо | 23..29 °C | 29 °C     |

## Квалификация
| Место | №  | Гонщик               | Конструктор | Часть 1  | Часть 2  | Часть 3  | С  | Шины |
| ----- | -- | -------------------- | ----------- | -------- | -------- | -------- | -- | ---- |
| 1     | 77 | Валттери Боттас      | Mercedes    | 1:05,760 | 1:04,316 | 1:04,251 | 1  | P    |
| 2     | 5  | Себастьян Феттель    | Ferrari     | 1:05,585 | 1:04,772 | 1:04,293 | 2  | P    |
| 3     | 44 | Льюис Хэмилтон       | Mercedes    | 1:05,064 | 1:04,800 | 1:04,424 | 8  | P    |
| 4     | 7  | Кими Райкконен       | Ferrari     | 1:05,148 | 1:05,004 | 1:04,779 | 3  | P    |
| 5     | 3  | Даниэль Риккардо     | Red Bull    | 1:05,854 | 1:05,161 | 1:04,896 | 4  | P    |
| 6     | 33 | Макс Ферстаппен      | Red Bull    | 1:05,779 | 1:04,948 | 1:04,983 | 5  | P    |
| 7     | 8  | Ромен Грожан         | Haas        | 1:05,902 | 1:05,319 | 1:05,480 | 6  | P    |
| 8     | 11 | Серхио Перес         | Force India | 1:05,975 | 1:05,435 | 1:05,605 | 7  | P    |
| 9     | 31 | Эстебан Окон         | Force India | 1:06,033 | 1:05,550 | 1:05,674 | 9  | P    |
| 10    | 55 | Карлос Сайнс-младший | Toro Rosso  | 1:05,675 | 1:05,544 | 1:05,726 | 10 | P    |
| 11    | 27 | Нико Хюлькенберг     | Renault     | 1:06,174 | 1:05,597 |          | 11 | P    |
| 12    | 14 | Фернандо Алонсо      | McLaren     | 1:06,158 | 1:05,602 |          | 12 | P    |
| 13    | 2  | Стоффель Вандорн     | McLaren     | 1:06,316 | 1:05,741 |          | 13 | P    |
| 14    | 26 | Даниил Квят          | Toro Rosso  | 1:05,990 | 1:05,884 |          | 14 | P    |
| 15    | 20 | Кевин Магнуссен      | Haas        | 1:06,143 | поломка  |          | 15 | P    |
| 16    | 30 | Джолион Палмер       | Renault     | 1:06,345 |          |          | 16 | P    |
| 17    | 19 | Фелипе Масса         | Williams    | 1:06,534 |          |          | 17 | P    |
| 18    | 18 | Лэнс Стролл          | Williams    | 1:06,608 |          |          | 18 | P    |
| 19    | 9  | Маркус Эрикссон      | Sauber      | 1:06,857 |          |          | 19 | P    |
| 20    | 94 | Паскаль Верляйн      | Sauber      | 1:07,011 |          |          | 20 | P    |

Валттери Боттас выиграл квалификацию в Шпильберге и во второй раз в карьере будет стартовать с поула. Вторая стартовая позиция досталась лидеру чемпионата Себастьяну Феттелю. Льюис Хэмильтон квалифицировался третьим, но стартовать будет только восьмым.
В первой сессии лидеры традиционно ограничились одной попыткой. При этом гонщики Ferrari и Боттас выбрали более жесткий тип резины СуперСофт, в то время как остальные выехали на УльтраСофте. Правда, Кими Райкконен под конец сессии все же выехал на УльтраСофте и показал второе время. А первым в итоге оказался Хэмильтон с результатом 1:05,064
Во вторую часть квалификации не прошли Джолион Палмер, Sauber в полном составе, а также, что стало сюрпризом, оба гонщика Williams.
Две попытки понадобилось Боттасу, чтобы во второй сессии показать время 1:04,316 Ближайшего соперника в лице Феттеля финн опередил почти на полсекунды. Лидер первой сессии Хэмильтон в этот раз оказался третьим, однако он стал единственным гонщиком, выехавшим на более жесткой резине СуперСофт. По правилам, Льюису на таких шинах придется стартовать в гонке. Очевидно, британец пошёл на это из-за штрафа за замену коробки передач.
Кевин Магнуссен из-за поломки подвески не смог принять участие во второй сессии. Вместе с ним не смогли попасть в финал оба гонщика McLaren, а также Нико Хюлькенберг и Даниил Квят. Квят в гонке будет стартовать только 14-м.
Первая попытка в финале осталась за Боттасом: 1:04,251 против 1:04,293 у Феттеля и 1:04,424 у Хэмильтона. В конце сессии все претенденты на поул выехал на вторую попытку, но появились желтые флаги из-за остановки на трассе Романа Грожана и вылета Макса Ферстаппена. В итоге никто не смог улучшить свое время, и лучшая стартовая позиция досталась Валттери.
Четвёртое время у Кими Райкконен. Следом квалифицировались два гонщика Red Bull и Роман Грожан. Замкнули первую десятку два представителя Force India и Карлос Сайнс.
После пятничной практики на машине Хэмильтона заменили коробку передач. В результате гонщик Mercedes будет стартовать только восьмым.

## Гонка
Многие трибуны в Шпильберге почти полностью заполнились уже в пятницу – на этот раз погода не подвела, было жарко и без осадков – отличный летний уик-энд. Прогноз на воскресенье обещал дожди, днём автодром окружили тучи, но обошлось – асфальт остался сухим.
Год назад гонщики активно критиковали неудачную конструкцию поребриков на Red Bull Ring, не раз приводившую к поломкам подвески. Организаторы внесли коррективы, но и новые поребрики не раз становились причиной инцидентов, приводивших к повреждениям машин, так что некоторые пришлось менять уже по ходу уик-энда.
Квалификацию в субботу выиграл Валттери Боттас, завоевав второй поул в сезоне. Себастьян Феттель уступил ему всего четыре сотых, а третьим оказался Льюис Хэмилтон, но британец потерял пять мест на старте за замену коробки передач и начинал гонку восьмым.
Даниил Квят уступил напарнику в квалификации и стартовал 14-м. В Sauber нарушили условия закрытого парка, чтобы заменить турбину на машине Паскаля Верляйна – немец начинал гонку с пит-лейн.
В Pirelli привезли в Австрию составы Soft - SuperSoft - UltraSoft. Разница между ними по скорости и ресурсу оказалась небольшой, но Хэмилтон выбрал альтернативную стратегию, проехав лучший круг во второй квалификационной сессии на SuperSoft – и единственным в первой десятке стартовал не на самой мягкой резине.
На первый отрезок гонки Палмер и Масса выбрали Soft. Хэмилтон, Хюлькенберг, Магнуссен, Стролл и Верляйн стартовали на SuperSoft, остальные – на UltraSoft.
Боттас отлично стартовал, сохранив лидерство – соперники даже подозревали фальстарт, но в FIA не нашли нарушений. Ферстаппен и Сайнс медленно тронулись с места, теряя позиции, соперники объезжали их, избегая столкновения.
Пытаясь избежать столкновения, Квят после жесткого торможения зацепил Алонсо, тот – Ферстаппена. Все трое после столкновения отправились в боксы, Макс остановил машину на трассе по просьбе инженера. Алонсо сошёл с дистанции в боксах. Квят сменил резину и носовой обтекатель и вернулся на трассу.
Первая десятка на 2-м круге: Боттас - Феттель - Риккардо - Райкконен - Грожан - Перес - Хэмилтон - Окон - Масса - Стролл.
На 6-м круге Хэмилтон опередил Переса, на 8-м – Грожана, поднявшись на пятую позицию.
Квят получил штрафной проезд по пит-лейн за инцидент на старте, он отбыл штраф на 11-м круге и вернулся на трассу последним.
Боттас постепенно отрывался от Феттеля – к 14-му кругу получив преимущество почти в пять секунд. Пелотон растянулся.
На 16-м круге Хюлькенберг сменил резину.
Хэмилтон подобрался к Райкконену на дистанцию атаки, но разница в скорости была небольшой и не позволяла бороться за позицию.
На 30-м круге машина Магнуссена потеряла скорость из-за отказа гидравлики, Кевин доехал до боксов и сошёл с дистанции.
Первая десятка на 32-м круге: Боттас - Феттель - Риккардо - Райкконен - Хэмилтон - Грожан - Перес - Окон - Масса - Стролл.
На 32-м круге Хэмилтон сменил резину и взвинтил темп, пытаясь опередить Райкконена за счёт раннего пит-стопа, но в Ferrari оставили Кими на трассе.
На 33-м круге Вандорн провёл пит-стоп, на 34-м – Риккардо, на 35-м – Феттель, на 36-м – Палмер, Эриксон и Перес, на 37-м – Стролл, Верляйн и Грожан.
На 42-м круге Боттас и Сайнс сменили резину, на 43-м – Окон.
Валттери вернулся на трассу вторым, позади не побывавшего в боксах Райкконена, быстро сокращал отставание и на 44-м круге вышел вперёд, возглавив гонку.
Вандорн получил штрафной проезд по пит-лейн за игнорирование синих флагов, когда он долго сдерживал Райкконена.
На 45-м круге Райкконен сменил резину. На 46-м круге инженер сообщил Сайнсу о необходимости остановить машину в боксах из-за перебоев в работе зажигания. Карлос заехал в боксы и сошёл с дистанции.
На 48-м круге Масса, стартовавший на Soft, последним из гонщиков провёл первый пит-стоп.
Первая десятка на 50-м круге: Боттас - Феттель - Риккардо - Хэмилтон - Райкконен - Грожан - Перес - Окон - Масса - Стролл.
На 58-м круге Квят сменил резину.

Хэмилтон сократил отставание от Риккардо, на 70-м круге Льюис атаковал, но единственный шанс выйти вперёд реализовать не удалось. На последних кругах Феттель взвинтил темп и догнал Боттаса, но линию финиша Валттери пересёк первым.
| Место | С  | +/- | №  | Гонщик            | Конструктор          | Ш | Круги | Время/причина схода | Пит | Типы шин | О  |
| ----- | -- | --- | -- | ----------------- | -------------------- | - | ----- | ------------------- | --- | -------- | -- |
| 1     | 1  | ▬   | 77 | Валттери Боттас   | Mercedes             | P | 71    | 1:21:48,523         | 1   | US       | 25 |
| 2     | 2  | ▬   | 5  | Себастьян Феттель | Ferrari              | P | 71    | +0,658              | 1   | US       | 18 |
| 3     | 4  | ▲1  | 3  | Даниэль Риккардо  | Red Bull-TAG Heuer   | P | 71    | +6,012              | 1   | US       | 15 |
| 4     | 8  | ▲4  | 44 | Льюис Хэмилтон    | Mercedes             | P | 71    | +7,430              | 1   | SU       | 12 |
| 5     | 3  | ▼2  | 7  | Кими Райкконен    | Ferrari              | P | 71    | +20,370             | 1   | US       | 10 |
| 6     | 6  | ▬   | 8  | Ромен Грожан      | Haas-Ferrari         | P | 71    | +1:13,160           | 1   | US       | 8  |
| 7     | 7  | ▬   | 11 | Серхио Перес      | Force India-Mercedes | P | 70    | +1 круг             | 1   | US       | 6  |
| 8     | 9  | ▲1  | 31 | Эстебан Окон      | Force India-Mercedes | P | 70    | +1 круг             | 1   | US       | 4  |
| 9     | 17 | ▲8  | 19 | Фелипе Масса      | Williams-Mercedes    | P | 70    | +1 круг             | 1   | SU       | 2  |
| 10    | 18 | ▲8  | 18 | Лэнс Стролл       | Williams-Mercedes    | P | 70    | +1 круг             | 1   | SU       | 1  |
| 11    | 16 | ▲5  | 30 | Джолион Палмер    | Renault              | P | 70    | +1 круг             | 1   | SU       |    |
| 12    | 13 | ▲1  | 2  | Стоффель Вандоорн | McLaren Honda        | P | 70    | +1 круг             | 1   | US       |    |
| 13    | 11 | ▼2  | 27 | Нико Хюлькенберг  | Renault              | P | 70    | +1 круг             | 1   | S        |    |
| 14    | ПЛ | ▲6  | 94 | Паскаль Верляйн   | Sauber-Ferrari       | P | 70    | +1 круг             | 1   | SU       |    |
| 15    | 19 | ▲4  | 9  | Маркус Эрикссон   | Sauber-Ferrari       | P | 69    | +2 круга            | 1   | US       |    |
| 16    | 14 | ▼2  | 26 | Даниил Квят       | Toro Rosso-Renault   | P | 68    | +3 круга            | 2   | USU      |    |
| Сход  | 10 | ▼7  | 55 | Карлос Сайнс-мл.  | Toro Rosso-Renault   | P | 44    | Мотор               | 1   | US       |    |
| Сход  | 15 | ▼3  | 20 | Кевин Магнуссен   | Haas-Ferrari         | P | 29    | Гидравлика          | 0   | S        |    |
| Сход  | 12 | ▼7  | 14 | Фернандо Алонсо   | McLaren Honda        | P | 1     | Авария              | 0   | U        |    |
| Сход  | 5  | ▼15 | 33 | Макс Ферстаппен   | Red Bull-TAG Heuer   | P | 0     | Авария              | 0   | U        |    |